# Boldogkőújfalu
Boldogkőújfalu is een plaats (község) en gemeente in het Hongaarse comitaat Borsod-Abaúj-Zemplén. Boldogkőújfalu telt 564 inwoners (2001).